# Salie (geslacht)
Salie (Salvia) is een geslacht van planten uit de lipbloemenfamilie (Labiatae of Lamiaceae).
Het geslacht omvat zowel struiken als kruidachtige planten. De kruidachtige planten kunnen zowel eenjarig als overblijvend zijn. De botanische naam Salvia is afgeleid van het Latijnse 'salvēre' = gezond zijn.

## Salie als waardplant
Salie-soorten worden door de rupsen van verschillende vlinders (Lepidoptera) als waardplant gebruikt. De larven van de bladmineerder Bucculatrix taeniola voeden zich uitsluitend met deze planten. De larven van de kokermotten Coleophora aegyptiacae en Coleophora salviella voeden zich uitsluitend met Salvia aegyptiaca. Coleophora ornatipennella en Coleophora virgatella zijn beide waargenomen op Salvia pratensis.

## Enkele soorten
- S. divinorum
- S. elegans – Ananassalie
- S. glutinosa – Kleverige salie
- S. hierosolymitana
- S. nemorosa – Bossalie
- S. officinalis – Echte salie
- S. pratensis – Veldsalie
- S. rosmarinus – Rozemarijn
- S. sclarea – Scharlei
- S. verbenaca – Kleinbloemige salie
- S. verticillata – Kranssalie